# Glutarimida
La glutarimida es un compuesto heterocíclico que consiste en una piperidina con dos carbonilos en las posiciones 2,6. Es un componente estructural  de la cicloheximida, un potente inhibidor de la síntesis de proteínas.
Se prepara por acción del ácido glutárico con urea o tiourea con iradiación con microondas